# Santa Maria de Castellbò
Santa Maria de Castellbò és una antiga col·legiata, actualment església parroquial de Castellbò, del municipi de Montferrer i Castellbò (Alt Urgell), protegida com a bé cultural d'interès local.

## Descripció

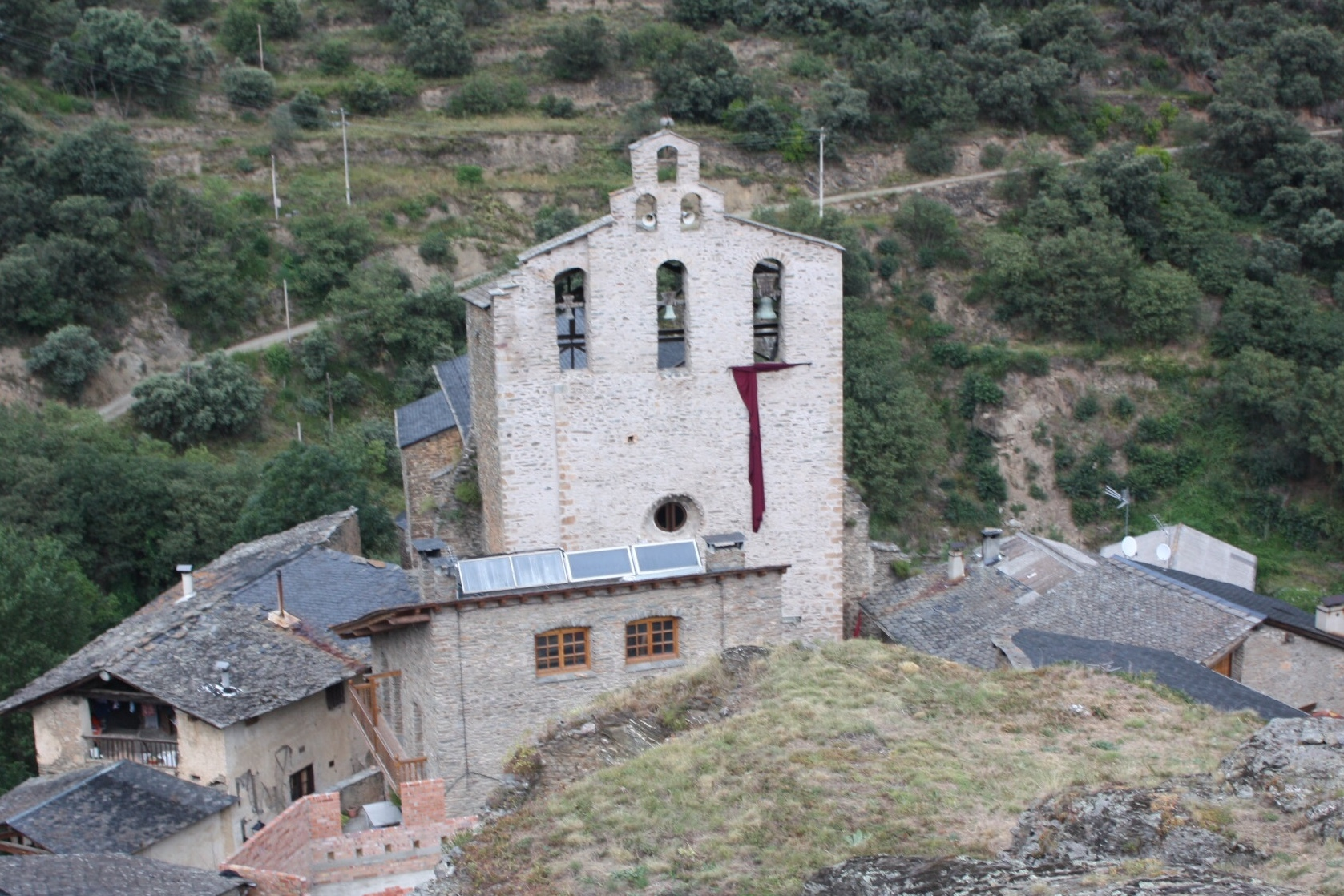
Exterior des del Castell de Castellbò

Es tracta d'una església de grans proporcions, d'una sola nau i tres absis a la capçalera. En aquest edifici es distingeixen clarament les diferents etapes constructives. Els tres absis són d'estil romànic, mentre que la nau ha estat modificada per capelles i restauracions de les voltes primitives. A la façana es troben els vestigis gòtics més rellevants. La portada és d'arcs apuntats en degradació, amb dues columnes per banda amb capitells de fulles llises que sostenen les arquivoltes. Destaca el treball de forja de la porta, de tradició romànica.

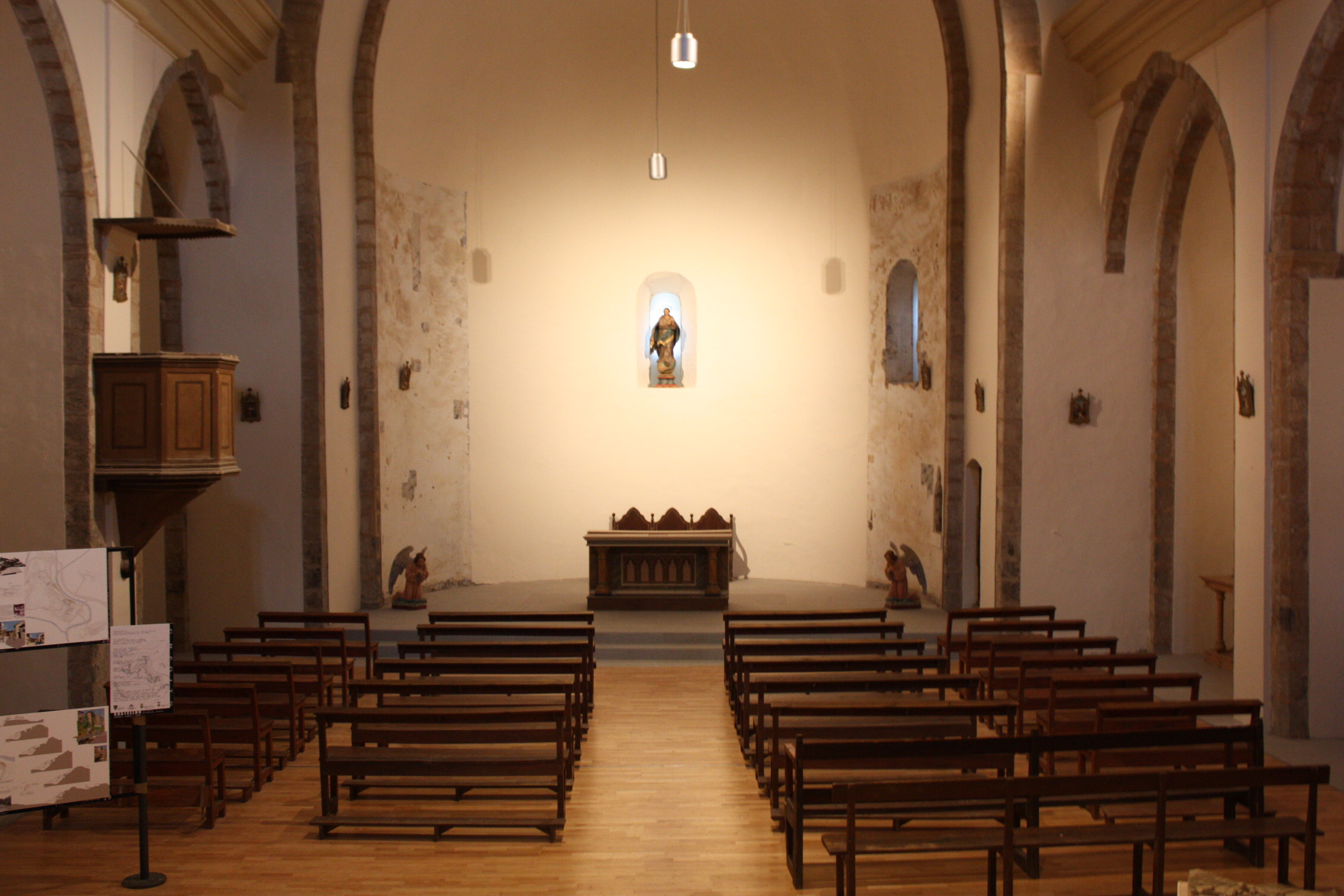
Interior de l'església

A la nau s'obren set capelles laterals, tres a llevant i quatre a ponent, a través d'arcs apuntats. Les dues capelles adjacents al presbiteri són de planta semicircular, visibles des de l'exterior, i aporten a la planta de la capçalera un aspecte trilobulat. El conjunt presenta un cos afegit a l'extrem meridional de la nau, projectat a una alçada considerable, que acull les campanes de la col·legiata en tres ulls que s'obren al nivell superior, i coronat per un campanar d'espadanya de tres ulls.
L'església col·legiata de Castellbò ha estat restaurada en diverses ocasions. A mitjan segle XX es va fer una intervenció que va donar a l'interior un cert aire neomodernista. En la dècada dels seixanta el bisbat d'Urgell va haver de fer una actuació d'urgència per assegurar l'estabilitat de l'edifici. El 1996 es va haver de reforçar un mur lateral.

## Història
L'esment més antic de la parròquia de Castellbò, que no figura a l'acta de consagració de la catedral de la Seu d'Urgell, data de 1233, tot i que se sap que anteriorment el vescomte Arnau ja n'havia expulsat el rector. La dedicació a Santa Maria figura al llibre de visites que els delegats de l'arquebisbe de Tarragona dugueren a terme els anys 1312 i 1314. L'any 1436,
amb la supressió del monestir de Santa Cecília d'Elins el papa Eugeni IV creava la col·legiata de Castellbò amb les rendes d'aquell cenobi. La col·legiata perviuria com a tal fins al segle xix, moment en què s'extingiria l'any 1851, i l'església tornaria a ser parroquial d'aleshores ençà.